# Тревиль
Треви́ль (фр. Tréville) — коммуна во Франции, находится в регионе Лангедок — Руссильон. Департамент коммуны — Од. Входит в состав кантона Северный Кастельнодари. Округ коммуны — Каркасон.
Код INSEE коммуны — 11399.

## Население
Население коммуны на 2008 год составляло 111 человек.
| 1962 | 1968 | 1975 | 1982 | 1990 | 1999 | 2008 |
| ---- | ---- | ---- | ---- | ---- | ---- | ---- |
| 47   | 76   | 76   | 80   | 91   | 117  | 111  |

## Экономика
В 2007 году среди 76 человек в трудоспособном возрасте (15—64 лет) 50 были экономически активными, 26 — неактивными (показатель активности — 65,8 %, в 1999 году было 69,4 %). Из 50 активных работали 48 человек (28 мужчин и 20 женщин), безработными были 2 женщины. Среди 26 неактивных 5 человек были учениками или студентами, 16 — пенсионерами, 5 были неактивными по другим причинам.

## Достопримечательности
- Военный мемориал
- Замок Тревиль (XII—XVII вв.). Башни были разрушены во время реконструкции в XVII веке. Остатки средневековых стен.
- Голубятня XVII века
- Церковь свв. Петра и Павла (XVII в.)